# انفلاتية

في التحريك الحراري، الزوال أو الانفلاتية (بالإنجليزية: Fugacity)‏ كمية تعرف لأن نهاية دالة الكمون الكيميائي يناهز سالب اللانهاية للغازات المثالية ذات جزء مولي أو ضغط جزئي متناهي الصغر (مناهز للصفر).